# 696 a.C.

## Eventos
- 21a olimpíada:  Pântacles de Atenas, vencedor do estádio. Ele também venceu na olimpíada seguinte.[1]